# Ахундзаде, Юсиф Евгеньевич
Юсиф Евгеньевич Ахундзаде́ (азерб. Yusif Yevgeniyeviç Axundzadə; (6 февраля 1946, Баку) — азербайджанский военный дирижёр и педагог. Заслуженный деятель искусств Азербайджанской ССР (1988). Народный артист Азербайджана (1998). Начальник военно-оркестровой службы Министерства обороны Азербайджана (1992-2024). Генерал-майор.

## Биография
Родился 6 февраля 1946 года в городе Баку. В 1969 году по классу флейты окончил Азербайджанскую государственную консерваторию имени Узеира Гаджибекова. В 1971 году назначен военным дирижёром оркестра КВВМКУ имени С. М. Кирова (ныне Азербайджанского высшего военно-морского училища.
Дважды, в 1971 и 1983 годах, оркестр КВВМКУ участвовал в военных парадах на Красной площади в г. Москве.
С 1989 года начинает преподавательскую деятельность в Азербайджанской государственной консерватории на кафедре духовых и ударных инструментов. С 1995 года — доцент, а с 1999 года — профессор. С 1992 года — Главный военный дирижёр и начальник военно-оркестровой службы Министерства обороны республики. С 2008 года является заведующим кафедрой духовых и ударных инструментов Азербайджанской государственной музыкальной академии им. Узеира Гаджибекова.
За время преподавательской деятельности подготовил 10 учеников.
Некоторые музыканты оркестра КВВМКУ под руководством Ахундзаде Ю. Е. в дальнейшем стали преподавателями, артистами и дирижёрами в различных городах и странах, в частности один из них является дирижёром военного оркестра в Российской Федерации.

## Награды и звания
В 1979 году Юсифу Евгеньевичу присвоено почётное звание Заслуженный работник культуры, в 1988 году Заслуженный деятель искусств Азербайджанской ССР, а 24 мая 1998 года — получил звание Народного артиста Азербайджана.
24 июня 2003 года Указом Президента Республики был награждён медалью «За военные заслуги» (азерб. Hərbi xidmətlərə görə), а в 2006 году — орденом «Азербайджанское знамя».
24 июня 2016 года удостоен Персональной пенсии Президента Азербайджанской Республики.
Имеет воинское звание генерал-майор.
8 февраля 2021 года распоряжением Президента Азербайджана Юсиф Евгеньевич Ахунд-заде был награжден орденом «Шохрат».

## Некоторые работы
Принимал участие в качестве редактора в разработке и издании:
- 1996 год

- Гимн Азербайджана (партитура для духового оркестра)
- Марши азербайджанских композиторов (партитура)

- 1998 год

- Программа по дирижированию для оканчивающих со степенью «бакалавр»
- Программа по дирижированию для оканчивающих со степенью «магистр»

- 2000 год
  - Произведения азербайджанских композиторов (партитура)

2019 год
- Марши азербайджанских композиторов (сборник, партитура)